# Torrejón de la Calzada
Torrejón de la Calzada – miasto w Hiszpanii we wspólnocie autonomicznej Madryt, 25 km od Madrytu, leży w dorzeczu Tagu. Miejscowość silnie zindustrializowana, z przewagą przemysłu chemicznego. Zlokalizowanych jest tu ponad 200 różnych zakładów przemysłowych.